# Murphy's Cup
O Murphy's Cup foi um torneio masculino de golfe que fazia parte do calendário do circuito europeu da PGA entre 1989 e 1991. Usou-se o sistema de pontuação Stableford em seu ano inaugural e a versão modificada do sistema de pontos, em 1990 e 1991.

## Campeões
| Ano  | Campeão            | País          | Local                         | Pontos | Margem   | Vice-campeão(ões)      |
| ---- | ------------------ | ------------- | ----------------------------- | ------ | -------- | ---------------------- |
| 1991 | Tony Johnstone (2) | Zimbabwe      | Fulford Golf Club             | 40     | Playoff  | Eamonn Darcy           |
| 1990 | Tony Johnstone     | Zimbabwe      | Fulford Golf Club             | 50     | 2 pontos | Malcolm MacKenzie      |
| 1989 | Hugh Baiocchi      | África do Sul | St Pierre Golf & Country Club | 156    | 2 pontos | John Bland Jeff Hawkes |